# 巴科西山脈
巴科西山脈是喀麥隆的山脈，流經濱海區和西南區，面積約230,000平方公里，最高點海拔高度2,064米，該地區有一座雲霧森林，受熱帶氣候影響。